# Gråtanberget
Gråtanberget är ett naturreservat i Vilhelmina kommun i Västerbottens län.
Området är naturskyddat sedan 1998 och är 2 292 hektar stort. Reservatet är uppdelat i två områden. Det västra området, Gråtanberget, består av två berg, Storberget (782 meter över havet) och Hidberget (737 meter över havet) där det växer björkskog med inslag av enstaka grankloner och i sänkan mellan bergen finns en högvuxen urskogsartad granskog. Det östra området, Gråtansjö, består av höjder med mellanliggande kärr, mossar och tjärnar. I sydöst ligger Gråtansjön. Granbäcken rinner genom delområdet.